# Ruthild Wilson
Ruthild Wilson, kurz auch Ruth Wilson, ebenfalls bekannt als Ruthild Dwornitschak bzw. Ruth Dwornitschak (* 1961 in Mülheim an der Ruhr) ist eine deutsche Sängerin sowie Komponistin und Autorin von christlichen Kinderhörspielen und -musicals.

## Leben
Im Alter von 15 Jahren sang Ruthild Wilson in einer eigenen Band namens Burning Hearts. Es folgten Auftritte in diversen Clubs und Konzertsälen. 1980 ging sie mit dem Musical Hoffnung deutschlandweit auf Tournee. 1981 begann sie ihre Gesangsausbildung an der Folkwang-Musikschule Essen im Bereich Musical/Pop/Rock. Später arbeitete sie als Frontsängerin der Bands Die letzte Rettung und Soulfamily, bis sie 1987 begann, mit der eigenen Ruthild Wilson Band, bestehend aus bekannten Musikern wie Lothar Kosse und Florian Sitzmann, aufzutreten. 1989 wurde sie Mitglied der Band um Helmut Jost; sie tourte auch zwei Jahre mit dem britischen Musiker Paul Field. Es folgten Engagements von Musikproduzenten der christlichen Szene wie Klaus Heizmann, Siegfried Fietz, Dirk Schmalenbach und Danny Plett. Mit Helmut Jost begann Ruthild Wilson für die Kinderhörspielserie Christopher Kirchenmaus und seine Mäuselieder Geschichten und Lieder zu schreiben. 1998 wurde ihr erstes Kindermusical unter dem Titel David – ein echt cooler Held veröffentlicht, dem bisher sechs weitere erfolgreiche Konzepte gefolgt sind. So wurde das Musical Joseph – ein echt cooler Träumer bislang 400 Mal aufgeführt. Mit  Band und Gospel-Projektchor gestaltet sie Veranstaltungen wie die Gospelnight mit. 2013 war sie Talk-Gast beim Fernsehgottesdienst Stunde des Höchsten der Zieglerschen Anstalten.
Ruthild Wilson ist mit dem Musiker Helmut Jost verheiratet. Das Paar lebt in Wilnsdorf.

## Diskografie

### Solo und Kollaboration
- Schönster Herr Jesu. Alte Schätze, neu entdeckt (Gerth Medien, 2000)
- Großer Gott, wir loben dich. Alte Schätze, neu entdeckt. (Gerth Medien, 2002)
- Jesu, meine Freude. Alte Schätze, neu entdeckt. (Gerth Medien, 2004)
- Fels des Heils. Alte Schätze, neu entdeckt. (Gerth Medien, 2005)
- Shelter Me. (Go For Music, 2011)

### Gastsolistin
- Ich werfe mein Lied hinauf an den Himmel. (Resonanz Music Production, 1989)
- Die besondere Note. (S&G, 1990)
- Erleichtert. (Resonanz Music Production, 1991)
- Vom Klagen und Loben. (RM Musik, 1992)
- Wasser für die Welt. (Abakus Musik, 1993)
- Na, also! (ERF-Verlag, 1993)
- Anbetung 3. (Janz Team Music, 1993)
- Lokal-Termin. Musical. (Lord Records, 1994)
- Weihnachts-Männer. (ERF-Verlag, 1994)
- Von guten Mächten 3: Stürmische Zeiten. (Abakus Musik, 1995)
- I Got Joy. (Janz Team Music, 1995)
- PS: Lebenslieder. (Felsenfest, 1996)
- Die Freude am Herrn ist eure Stärke. (Schulte & Gerth, 1998)
- Lobe den Herrn! Sing ihm dein Lied! (Schulte & Gerth, 1998)
- Ewigkeit fällt in die Zeit. Ein Pop-Oratorium zur Christusgeschichte. (Felsenfest, 1999)
- Unsere Lieder 1. Neue Gemeindelieder. (Compilation, Gerth Medien, 2001)
- Unsere Lieder 2. Neue Gemeindelieder. (Compilation, Gerth Medien, 2001)
- Modern Gospel. (Janz Team Music, 2002)
- Uns leuchtet ein Licht. (Compilation, Gerth Medien, 2004)
- Halleluja! Singt und jubelt (Gerth Medien, 2006)

## Werke

### Kindermusicals
- David – ein echt cooler Held. (Luther-Verlag, 1998)
- Joseph – ein echt cooler Träumer. (Luther-Verlag, 2001)
- Mose – ein echt cooler Retter. (Luther-Verlag, 2003)
- Noah und die coole Arche. (Luther-Verlag / Gerth Medien, 2005)
- Jona – Unterwegs im Auftrag des Herrn. (Luther-Verlag / Gerth Medien, 2007)
- Abraham und Sara. (Luther-Verlag / SCM-Verlag, 2009)
- Petrus – Vertrauenssache. (Luther-Verlag / Gerth Medien, 2011)

### Kinderhörspiele
- Christopher Kirchenmaus und seine Mäuselieder. (diverse Folgen, Gerth Medien)

### Musical
- Colour Of Love. (2005)